# Festival de Cine Fantástico de Málaga
FANCINE o Festival de Cine Fantástico de la Universidad de Málaga, es una muestra cinematográfica que se celebra  en la ciudad de Málaga (España), especializado en el cine de género fantástico, ciencia ficción, misterio y de terror. 
El evento, que se desarrolla anualmente durante el mes de noviembre, está considerado uno de los festivales más importantes de España dentro de su género y forma parte de la Federación Internacional de Festivales Méliès (MIFF), antes denominada Federación Europea de Festivales de Cine Fantástico (EFFFF). Se distingue por ser el único festival de cine de género y con carácter internacional organizado por una universidad pública, la Universidad de Málaga. 

## Historia
Nace en 1990, con la denominación de Semana Internacional de Cine Fantástico de la Universidad de Málaga como una muestra de cine de género fantástico y de terror a propuesta de quien luego sería su fundador y director hasta 2010, Ramón Reina López.
En sus inicios, el festival presenta una selección de destacados ejemplos de la historia del cine fantástico y algunos estrenos. A partir de 1997 adquiere carácter competitivo, a propuesta de su director, que encuentra el potencial y el suficiente apoyo del público. A la muestra de clásicos se suma lo más destacado, que dentro del género, se va produciendo anualmente. 
En la edición de 2008 se apuesta por una nueva marca e imagen, la Semana pasa a denominarse Festival de Cine Fantástico (Fancine).
En la edición de 2010 tras la dimisión de su director por importantes desavenencias con los mandatarios del vicerrectorado, es nombrado un nuevo director, el publicista Fernando Ocaña con nula experiencia cinematográfica, quien ejerce como tal hasta la edición de 2013, en la que el festival adquiere un rumbo errático.
Desde 2014, la dirección del festival recae sobre un comité de dirección, encabezado por el vicerrector de Cultura de turno (en la actualidad, Rosario Gutiérrez) y dos miembros permanentes del mismo: María Eugenia Pérez Navas y Francisco Manuel Sánchez Castilla.

## Objetivos
La presentación de una selección de la mejor producción cinematográfica mundial de género fantástico en todas sus variantes (fantasía, ciencia ficción, terror, etc.), así como de otros géneros afines (thriller, experimental, etc.), tanto en largometrajes como en cortometrajes, promocionando en todo momento el gusto por el cine entre la población. Asimismo, y al estar organizado por una institución (Universidad de Málaga) sin ánimo de lucro y que actúa bajo el principio de la responsabilidad social, tiene el propósito de que el acceso a esta oferta cinematográfica sea lo más asequible y universal posible, prestando especial atención a colectivos sociales desfavorecidos o con mayores dificultades de acceso a la cultura.

### Secciones a concurso
- LARGOMETRAJES A CONCURSO. Sección oficial. Largometrajes internacionales de reciente producción a concurso.
- CORTOMETRAJES DE IMAGEN REAL. Sección oficial. Producciones recientes a concurso de cortometrajes realizados con imagen real.
- CORTOMETRAJES DE ANIMACIÓN. Sección oficial. Producciones recientes a concurso de cortometrajes realizados con cualquier técnica de animación.

### Secciones fuera de concurso
- INFORMATIVA. Selección de producciones recientes de interés.
- CLÁSICOS. Selección del mejor cine fantástico de todos los tiempos.
- EL FANTÁSTICO EN FAMILIA. Películas para todos los públicos.
- HORROR ZONE. Películas para los amantes del género en su vertiente más extrema.
- HOMENAJES. Ciclos conmemorativos de algún acontecimiento o personalidad relacionados con el género fantástico.
- ÁNIMA ZONE. Selección de largometrajes de animación destinados a público no exclusivamente infantil.
- FANTÁSTICO NACIONAL. Reúne títulos de género producidos en España.

## Premios

### Premios del Jurado Oficial

#### Mejor largometraje
- XXIV edición 2024: Death is a Problem for the Living (dir. Teemu Nikki, )
- XXXIII edición 2023: Concrete Utopia (dir. Um Tae-hwa, )
- XXXII edición 2022: Vesper (dir. Kristina Bouzyte y Bruno Samper, , , )
- XXXI edición 2021: Tides (dir. Tim Fehlbaum, , )
- XXX edición 2020: Wendy (dir. Benh Zeitlin, )
- XXIX edición 2019: Bacurau (dir. Juliano Dornelles, Kleber Mendonça Filho, , )
- XXVIII edición 2018: Border (dir. Ali Abbasi, , )
- XXVII edición 2017: Let the Corpses Tan (dir. Hélène Cattet y Bruno Forzani, , )
- XXVI edición 2016: Under the Shadow (dir. Babak Anvari, , , , )
- XXV edición 2015: Tag (dir. Sion Sono, )
- XXIV edición 2014: Cruel and Unusual (dir. Merlin Dervisevic, )
- XXIII edición 2013: The Battery (dir. Jeremy Gardner, )
- XXII edición 2012: Excision (dir. Richard Bates Jr., )
- XXI edición 2011: Bellflower (dir. Evan Glodell, )
- XX edición 2010: Vampires (dir. Vincent Lannoo,  )
- XIX edición 2009: Left bank (dir. Pieter Van Hees, )
- XVIII edición 2008: Låt den rätte komma in (Déjame entrar) (dir. Tomas Alfredson, )
- XVII edición 2007: Marmorera (dir. Markus Fischer, )
- XVI edición 2006: The Doll Master (dir. Yong-ki Yong, )
- XV edición 2005: One point 0 (dir. Jeff Renfroe-Marteinn Thorsson, )
- XIV edición 2004: Robot Stories (dir. Greg Pak, )
- XIII edición 2003: May (dir. Lucky McKee, )
- XII edición 2002: The Black Door (dir. Kit Wong, )
- XI edición 2001: Ginger Snaps (dir. John Fawcett, )
- X edición 2000: The Quiet Family (dir. Kim Ji-Woon, )
- IX edición 1999: Body troopers (dir. Videke Idsöe, )
- VIII edición 1998: Kissed (dir. Lynne Stopkewich )
- VII edición 1997: The Addiction (dir. Abel Ferrara, )

#### Premios con dotación económica
- Al Mejor Largometraje (9000 euros).
- Al mejor cortometraje de imagen real (3000 euros).
- Al mejor cortometraje de animación (3000 euros).

#### Premios honoríficos
- A la Mejor Dirección.
- Al Mejor Actor.
- A la Mejor Actriz.
- Al Mejor Guion Original o Adaptado.
- A la Mejor Fotografía.
- A los Mejores Efectos Especiales.
- A la Mejor Banda de Sonido.
- Al Mejor Montaje.

### Premios del Jurado Joven

#### Premios con dotación económica
- Al Mejor Cortometraje de Imagen Real (3000 euros).
- Al Mejor Cortometraje de Animación (3000 euros).

#### Premios honoríficos
- Méliès de Plata al Mejor Corto Europeo de Género Fantástico y selección del mismo para competir por el premio Méliès de Oro en esta categoría.

### Premios del Público

#### Premios con dotación económica
- Al Mejor Largometraje (1000 euros).
- Al Mejor Cortometraje de Imagen Real (500 euros).
- Al Mejor Cortometraje de Animación (500 euros).

### Premio de la Prensa Acreditada

#### Premio honorífico
- Premio "Gato Rabioso" al mejor largometraje.

## Actividades paralelas
A lo largo de los años, se ha ido desarrollando un conjunto de actividades paralelas a la programación cinematográfica, con un propósito formativo en muchos casos y en sintonía con el carácter académico de la institución universitaria, pero siempre lúdico. Habitualmente, estas actividades coinciden con las fechas del festival, si bien en ocasiones se programan con antelación al mismo, a modo de anticipo: campus audiovisuales, preestrenos, ediciones de libros, exposiciones, conciertos, etc.

### Música
- Concierto de Bandas Sonoras originales por parte de las orquestas provinciales sinfónicas de Málaga y el coro de la Universidad de Málaga.

### Exposiciones
- Exposiciones de terror y fantásticas: exhibición de los póster de las películas de la colección de Lucio Romero.
- Cómic fantásticos: autores de cómic andaluces. Carlos Pacheco (los cuatro fantásticos, Superman, Conan, Los Vengadores), Jesus Barony (ilustrador de Conan), Juanjo RyP (dibujante de Robocop), etc.
- Tótems cinéticos, una exhibición de esculturas de Patrice Hubert.

### Concursos
- Concursos de relatos fantásticos, de cómics e ilustraciones, de proyectos de cortometrajes.

### Ediciones de libros
- The eyes of the Buñuel, de Miguel Ángel Martín y Antonio Sempere, en su décima edición.
- A long road to the stars, de Miguel Ángel Martín, Antonio Sempere e Iván Reguera, en conmemoración de la película de Stanely Kubrick A Space Odyssey (2001)
- Lon Chaney, the man of a thousand faces, de José Miguel Pallares y José Luis Torres Murillo.
- El cine fantástico de aventuras, de Carlos Aguilar.
- El miedo sugerente: Val Lewton y el cine fantástico y de terror de la RKO, de Francisco García Gómez.
- El cine de ciencia ficción. Explorando mundos". Varios autores coordinados por Antonio José Navarro. Publicado en asociación con el Festival Fantástico de cine de Catalunya, Stiges.
- Misterio e imaginación: Edgar Allan Poe de la literatura al cine. Coordinado por Sara Robles y Juan Antonio Robles.
- Cine fantástico 100% Asia. Sara Robles (Coord.), autores: Eduard Terrades Vicens, Enrique Garcelán, Ángel Sala, Mike Hostench, Javier H. Estrada, Beatriz Martínez, Antonio J. Doménech del Río, Gloria Camarero Gómez, Miguel Ángel Oeste, José María Morillas Alcázar, Rafael Malpartida Tirado, Gloria Fernández Adame.
- Humanos, casi humanos y humanoides. Autores: Francisco Manuel Sánchez Castilla, Ramón Muñoz-Chápuli Oriol, Marc Stefan Dawid-Milner, Juan D. Vera, Miguel Ángel Medina Torres, Víctor Fernando Muñoz Martínez, José Luis Pérez de la Cruz Mulina.

### Mesas redondas, conferencias, charlas y coloquios
- Conferencia de Gonzalo Suárez sobre sus películas.
- Debates en tablas redondas: asesinos en serie, con la participación, entre otros, del psiquiatra Luis Rojas Marcos.
- Ciclo de charlas sobre Julio Verne con Antonio Garrido Moraga, César Pérez de Tudela y Manuel Toharia.
- Debates en tablas redondas: literatura fantástica en el cine, con José Luis García, Juan Manuel de Prada and Eduardo Torres Dulce.
- The Templars, mito y realidad: conferencia de Juan Eslava Galán.
- Conferencia sobre culturas y etnias ancestrales de Luis Pancorbo (productor del documental Other villages)
- Charla-coloquio sobre las fuerzas naturales por Javier Trueba (documental) y John M. Ruiz García, especialista en Cristalografía en la Universidad de Granada.
- Mesa redonda: presente y futuro en las películas de fantasía, con la participación, entre otros, del escritor y crítico José María Latorre y José Antonio Navarro.
- Charla de Sebastían Álvaro, director del programa The Edge of the impossible.
- Mesa redonda: The moon, travelling companion. Presentado por Sebastían Cardenete (director del centro Ciencia Principia), y varios profesores de la UMA.

### Programas de radio
- XVI Edición: Millenium 3. Programa de radio de Cadena SER, con Iker Jiménez. Programa en directo en el auditorio de la Universidad
- XIX Edición: The compass rose, dirigido por Bruno Cardeñosa. Programa en directo en el auditorio de la Universidad.

### Otras actividades
- Seminario "The assistant director in cinema", de Carlos Gil, director de cine y televisión y asistente de director de Steven Spielberg.
- I y II ediciones del campus cinematográfico de la Universidad de Málaga, con la participación de los directores Pablo Berger (Torremolinos 73), Brian Yuzna (Beyond Reanimator, The Dentist) y Juanma Bajo Ulloa (Wings, Airbag), Gracia Querejeta (Seven French billiard tables), Nacho Vigalondo (Timecrimes) y Jack Sholder (The Hidden).
- Producción del documental Jesús Franco: Manera, a way of life.
- Proyecto Pedagógico Fancine, destinado al fomento del gusto por el cine en general y el de género fantástico en particular entre el público infantil y juvenil.
- Concurso de ilustraciones de cómic y fantasía para estudiantes preuniversitarios.
- Concurso de cuentos fantásticos Fancine UMA.
- Concurso de Proyectos de Cortometrajes de Género Fantástico y de Terror Fancine UMA.
- Concurso de Spot/Teaser Fancine UMA.
- Actividades callejeras: ludotecas, conciertos, cuentacuentos, "displays", etc.

## Personalidades destacadas que han participado en el Festival
- La actriz Tippi Hedren recibió un homenaje, antes de presentar ante el público la proyección de la película Los pájaros, de Alfred Hitchcock.
- La actriz, mítica en sus papeles de vampiresa, la inolvidable, Ingrid Pitt,
- El actor Michael Ironside, rostro habitual del género, ha participado en películas como Starship Troopers, Desafío total, Scanners, X-Men: Primera generación y El maquinista.
- El actor Rutger Hauer recibió un homenaje por su dilatada filmografía y en especial por su interpretación en Blade Runner.
- La actriz Linda Blair, protagonista de El exorcista.
- La actriz Susan George, protagonista de Perros de paja.
- Los actores Jimmy Barnatán y Simón Andreu, homenajeados por su contribución a títulos señeros del género fantástico tanto de ámbito español como internacional.
- El actor mexicano Roberto Cobo, actor de la mítica película, Los olvidados de Luis Buñuel.
- Las actrices Emily Perkins y Katharne Isabelle intérpretes de la película presentada a concurso en el Festival Ginger Snaps.
- Narciso Ibáñez Serrador, charla-coloquio y proyección de su película ¿Quién puede matar a un niño?.
- Luis Eduardo Aute, charla-coloquio y presentación de su película-creación Un perro llamado dolor.
- Jack Sholder, director, guionista y profesor en el departamento de teatro y cine de la Western Carolina University. Autor de películas como: Solos en la Oscuridad (Alone in the Dark), The Hidden (Oculto), Pesadilla en Elm Street 2: Freddy's Revenge, Arácnidos, 12:01 Testigo del Tiempo, entre otras muchas.
- Juan Luis Buñuel, director francés e hijo del genio de Calanda Luis Buñuel. Entre su filmografía destaca por La mujer de las botas rojas, Leonor y Cita con la muerte alegre, entre otras.
- Shane Carruth, director y guionista estadounidense director del film Primer y que presentó en el Festival.
- Óscar Aibar, director y guionista español, autor del film Atolladero, su primer largometraje y presentado en el Festival.
- Nacho Vigalondo, director de cine, actor y presentador de televisión español, autor del filme Los cronocrímenes.

Otras figuras notables que visitaron Fancine fueron: los directores Jorge Grau, Jesús Franco, Eugenio Martín,  Agustí Villaronga, Joaquim Jordá, Brian Yuzna, Rodrigo Sopeña y José Luis Garci; los cómicos Luis Piedrahíta, Julián López y Raúl Cimas; el productor y doblador Antonio Gregori (Soldados de Alfonso Ungría); el historiador cinematográfico y escritor Carlos Aguilar, el escritor Juan Manuel de Prada, la modista Elena Benarroch; los actores John Phillip Law, Paul Naschy, Karra Elejalde, Dolph Lundgren, Ivana Baquero, David Pareja, entre otros muchos.